# Wilhelm Cornides
Wilhelm Cornides (né le 20 juillet 1920 et mort le 15 juillet 1966) est un militaire de la Seconde Guerre mondiale. Sergent dans la Wehrmacht, il est connu comme l'auteur du Rapport Cornides, un témoignage personnel sur le camp d'extermination de Belzec.

## Biographie
Il était membre de la famille Oldenbourg, propriétaire de la maison d'édition R. Oldenbourg Verlag, fondée en 1858 par Rudolf Oldenbourg.
Le 30 août 1942, il se rend par le train de Rzeszów à Chełm en Pologne. À Rzeszów, un policier lui confie que chaque jour des trains remplis de Juifs passent par la gare de triage et reviennent le soir totalement vides. Il ajoute que six mille Juifs de Jarosław ont été tués en une seule journée. Le 31 août, il s'arrête à la gare de Rawa Ruska et note dans son journal :

« Vers midi j'ai vu un convoi entrer en gare, sur les toits et les marchepieds des hommes armés de fusils, dans chaque wagon à bestiaux soixante hommes, des enfants ; j'ai questionné un policier de garde sur la provenance de ces gens, il me répond : ce sont les derniers de Lwów, depuis trois semaines ça n'arrête pas ; où vont-ils, demandai-je, il me répond Belzec et ensuite ?, "poison" me répond l'autre, j'ajoute "gaz ?", il haussa les épaules et me dit : à ce que je crois, au début ils étaient toujours fusillés [am anfang haben sie sie, wie ich glaube, immer erschossen]. »

Wilhelm Cornides créa en 1955 avec Theodor Steltzer (en), premier ministre du Land du Schleswig-Holstein et ancien membre du Cercle de Kreisau, un réseau de résistance anti-nazi, la Société allemande de politique étrangère, connue sous le sigle DGAP pour Deutsche Gesellschaft für Auswärtig Politik et qui édite la revue Europa-Archiv.

## Sources
- Martin Gilbert, Le dernier jour, le sort des Juifs en Allemagne nazie, New York, Mayflower, 1979.
- Peter Longerich, Die europäische Ermordung der Juden, Munich, Piper Serie, 1989.